# Dylan Borlée
Dylan Borlée (Woluwe-Saint-Lambert, 20 settembre 1992) è un velocista belga.
Fa parte di una famiglia di atleti, che include la sorella Olivia e i fratelli gemelli Kévin e Jonathan Borlée. Tutti sono allenati dal padre Jacques Borlée.

## Palmarès
| Anno                             | Manifestazione           | Sede           | Evento        | Risultato   | Prestazione | Note                                     |
| -------------------------------- | ------------------------ | -------------- | ------------- | ----------- | ----------- | ---------------------------------------- |
| In rappresentanza del Belgio     |                          |                |               |             |             |                                          |
| 2011                             | Europei U20              | Tallinn        | 4×400 m       | 6º          | 3'10"89     |                                          |
| 2013                             | Europei U23              | Tampere        | 4×400 m       | Argento     | 3'04"90     |                                          |
| 2013                             | Mondiali                 | Mosca          | 4×400 m       | 4º          | 3'01"02     |                                          |
| 2014                             | World Relays             | Nassau         | 4×400 m       | 9º          | 3'02"91     |                                          |
| 2015                             | Europei indoor           | Praga          | 400 m piani   | Argento     | 46"25       | Miglior prestazione personale            |
| 2015                             | Europei indoor           | Praga          | 4×400 m       | Oro         | 3'02"87     | Record europeo                           |
| 2015                             | World Relays             | Nassau         | 4×400 m       | Bronzo      | 2'59"33     | Record nazionale                         |
| 2015                             | Mondiali                 | Pechino        | 4×400 m       | 5º          | 3'00"24     |                                          |
| 2016                             | Mondiali indoor          | Portland       | 4×400 m       | 6º          | 3'09"71     |                                          |
| 2016                             | Europei                  | Amsterdam      | 4×400 m       | Oro         | 3'01"10     |                                          |
| 2016                             | Giochi olimpici          | Rio de Janeiro | 4×400 m       | 4º          | 2'58"52     | Record nazionale                         |
| 2017                             | Europei indoor           | Belgrado       | 4×400 m       | Argento     | 3'07"80     |                                          |
| 2017                             | World Relays             | Nassau         | 4×400 m       | 10º         | 3'07"14     |                                          |
| 2017                             | Mondiali                 | Londra         | 4×400 m       | 4º          | 3'00"04     |                                          |
| 2018                             | Mondiali indoor          | Birmingham     | 4×400 m       | Bronzo      | 3'02"51     | Record nazionale                         |
| 2018                             | Europei                  | Berlino        | 400 m piani   | Semifinale  | 45"63       |                                          |
| 2018                             | Europei                  | Berlino        | 4×400 m       | Oro         | 2'59"47     |                                          |
| 2019                             | Europei indoor           | Glasgow        | 4×400 m       | Oro         | 3'06"27     |                                          |
| 2019                             | World Relays             | Yokohama       | 4×400 m       | Bronzo      | 3'02"70     | Miglior prestazione personale stagionale |
| 2019                             | World Relays             | Yokohama       | 4×400 m mista | 8º          | 3'25"74     |                                          |
| 2019                             | Mondiali                 | Doha           | 4×400 m       | Bronzo      | 2'58"78     | Miglior prestazione personale stagionale |
| 2019                             | Mondiali                 | Doha           | 4×400 m mista | 6º          | 3'14"22     | Record nazionale                         |
| 2021                             | Europei indoor           | Toruń          | 400 m piani   | Batteria    | 46"99       | Miglior prestazione personale stagionale |
| 2021                             | Europei indoor           | Toruń          | 4×400 m       | 4º          | 3'06"96     |                                          |
| 2021                             | World Relays             | Chorzów        | 4×400 m       | 8º          | 3'10"74     |                                          |
| 2021                             | World Relays             | Chorzów        | 4×400 m mista | 4º          | 3'17"92     |                                          |
| 2021                             | Giochi olimpici          | Tokyo          | 4×400 m       | 4º          | 2'57"88     | Record nazionale                         |
| 2021                             | Giochi olimpici          | Tokyo          | 4×400 m mista | 5º          | 3'11"51     | Record nazionale                         |
| 2022                             | Mondiali indoor          | Belgrado       | 4×400 m       | Oro         | 3'06"52     | [ 1 ]                                    |
| 2022                             | Mondiali                 | Eugene         | 400 m piani   | Semifinale  | 45"41       |                                          |
| 2022                             | Mondiali                 | Eugene         | 4×400 m       | Bronzo      | 2'58"72     | Miglior prestazione personale stagionale |
| 2022                             | Europei                  | Monaco         | 400 m piani   | 5º          | 45"39       |                                          |
| 2022                             | Europei                  | Monaco         | 4×400 m       | Argento     | 2'59"49     |                                          |
| 2023                             | Europei indoor           | Istanbul       | 4×400 m       | Oro         | 3'05"83     | Miglior prestazione europea stagionale   |
| 2023                             | Giochi europei           | Chorzów        | 4x400 m mista | Bronzo      | 3'12"97     | [ 2 ]                                    |
| 2023                             | Mondiali                 | Budapest       | 400 m piani   | Semifinale  | 45"59       |                                          |
| 2023                             | Mondiali                 | Budapest       | 4×400 m       | Batteria    | 3'00"33     |                                          |
| 2024                             | Mondiali indoor          | Glasgow        | 4×400 m       | Oro         | 3'02"54     |                                          |
| 2024                             | World Relays             | Nassau         | 4x400 m       | Bronzo      | 3'01"16     |                                          |
| 2024                             | Europei                  | Roma           | 400 m piani   | Semifinale  | 45"46       | Miglior prestazione personale stagionale |
| 2024                             | Europei                  | Roma           | 4x400 m       | Oro         | 2'59"84     | Miglior prestazione europea stagionale   |
| 2024                             | Giochi olimpici          | Parigi         | 400 m piani   | Ripescaggio | 45"51       |                                          |
| 2024                             | Giochi olimpici          | Parigi         | 4x400 m       | 4ª          | 2'57"75     | Record nazionale                         |
| 2025                             | World Relays             | Guangzhou      | 4x400 m       | Argento     | 2'58"19     |                                          |
| In rappresentanza della Vallonia |                          |                |               |             |             |                                          |
| 2013                             | Giochi della Francofonia | Nizza          | 400 m piani   | 4º          | 47"25       |                                          |
| 2013                             | Giochi della Francofonia | Nizza          | 4×400 m       | Argento     | 3'06"24     |                                          |